# Leptotes theonus
Leptotes theonus is een vlinder uit de familie van de Lycaenidae. De wetenschappelijke naam van de soort is voor het eerst geldig gepubliceerd in 1856 door Lucas.